# Big Comic Original
Big Comic Original (ビッグコミックオリジナル, Biggu Komikku Orijinaru) és una revista japonesa de manga seinen publicada per l'editorial Shōgakukan i enfocada en un públic masculí adult. És una revista germana de Big Comic, la diferència més gran és que surt a la venda dues vegades al mes en les setmanes que Big Comic no fa. Els dissenys de la portada solen incloure un gos o un gat i un haiku. La dotzena de sèries de manga que s'executen en un moment donat inclouen una àmplia varietat de material, des de drames històrics i suspens fins a esports i romanços, amb relativament poca ciència-ficció o fantasia.
Llançat el 1972, ha publicat més de 1000 números, que solen tenir aproximadament 350 pàgines en format grapat en sella i en blanc i negre, i es venen per 340 iens (2015). Es diu que més del 83% dels lectors tenen més de 30 anys i les dones representen aproximadament una quarta part del total. La majoria dels lectors són empleats d'empresa. La circulació el 2015 es va registrar en 539.500.

## Obres

### Actualment en serialització (2021)
| Manga                                                      | Mangaka                                    | Any  |
| ---------------------------------------------------------- | ------------------------------------------ | ---- |
| The Red Rat in Hollywood (赤狩り THE RED RAT IN HOLLYWOOD) | Osamu Yamamoto                             | 2017 |
| Kaze no Daichi (風の大地)                                  | Nobuhiro Sakata Eiji Kazama                | 1990 |
| Kango Joshu no Nana-chan (看護助手のナナちゃん)            | Chisa Nomura                               | ?    |
| Shippo no Koe (しっぽの声)                                 | Kiyoshi Chikuyama                          | ?    |
| Shōwa Tennō Monogatari (昭和天皇物語)                      | Jun'ichi Nōjō Kazutoshi Handō Issei Eifuku | 2017 |
| Sekai wa Hanbun ni natta (世界は半分になった)              | Crayon Company                             | ?    |
| Zenkamono (前科者)                                         | Masahito Kagawa Tōji Tsukishima            | 2018 |
| Tasogare Ryūseigun (黄昏流星群)                            | Kenshi Hirokane                            | 1995 |
| Tsuribaka Nisshi (釣りバカ日誌)                            | Jūzō Yamasaki Ken'ichi Kitami              | 1979 |
| Dekake Oya (出かけ親)                                      | Sensha Yoshida                             | ?    |
| Tetsubon (テツぼん)                                        | Kiyoshi Nagamatsu                          | 2008 |
| Haikai sensei (徘徊先生)                                   | Mitsuo Hashimoto                           | ?    |
| Himiko (卑弥呼)                                            | Richard Woo Mariko Nakamura                | ?    |
| Hyaku nen senryū (百年川柳)                                | Yoshiie Gōda                               | ?    |
| Miwa-san Narisumasu (ミワさんなりすます)                   | Yuhiro Aoki                                | ?    |